# Myrmarachne cognata
Myrmarachne cognata là một loài nhện trong họ Salticidae.
Loài này thuộc chi Myrmarachne. Myrmarachne cognata được Ludwig Carl Christian Koch miêu tả năm 1879.